# Arena (álbum de Todd Rundgren)
Arena es un álbum de Todd Rundgren lanzado el 30 de septiembre de 2008. Strike es el sencillo del disco.

## Canciones
1. Mad
2. Afraid
3. Mercenary
4. Gun
5. Courage
6. Weakness
7. Strike
8. Pissin
9. Today
10. Bardo
11. Mountaintop
12. Panic
13. Manup

- Datos: Q2860803